# Scarborough, Queensland
Scarborough är en ort i Australien. Den ligger i kommunen Moreton Bay och delstaten Queensland, omkring 31 kilometer norr om delstatshuvudstaden Brisbane. Antalet invånare är 9 837.
Närmaste större samhälle är Morayfield, omkring 19 kilometer nordväst om Scarborough. 